# فرانتس زوننشاین
فرانتس زوننشاین (آلمانی: Franz Leopold Sonnenschein؛ ۱۳ ژوئیه ۱۸۱۷ – ۲۶ فوریه ۱۸۷۹) یک شیمی‌دان اهل آلمان بود.